# 欧若勒
欧若勒（法語：Aujols，法語發音：[oʒɔl]）是法国洛特省的一个市镇，属于卡奥尔区。

## 地理
欧若勒（44°24'29"N, 1°32'56"E）面积16.43 平方千米，位于法国奧克西塔尼大區洛特省，该省份为法国西南部内陆省份，北起顺时针与科雷兹省、康塔爾省、阿韦龙省、塔恩-加龙省、洛特-加龍省和多尔多涅省接壤。
与欧若勒接壤的市镇（或旧市镇、城区）包括：阿尔康巴勒、克朗普、埃斯克洛泽勒、弗洛雅克-普若勒、拉比尔加德。

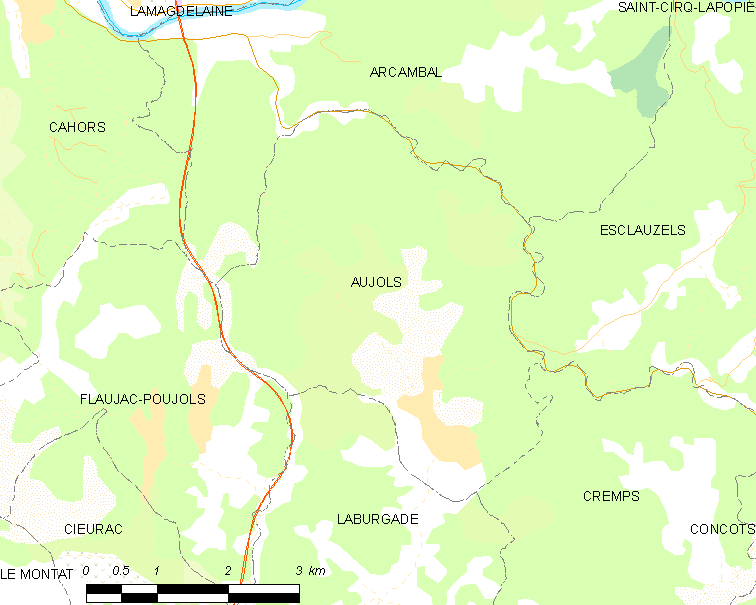
欧若勒的OSM定位图

欧若勒的时区为UTC+01:00、UTC+02:00（夏令时）。

## 行政
欧若勒的邮政编码为46090，INSEE市镇编码为46010。

## 政治
欧若勒所属的省级选区为南凯尔西边区县。

## 人口

1962-2008年间欧若勒人口变化图示

欧若勒于2022年1月1日时的人口数量为376人。